# 油面筋

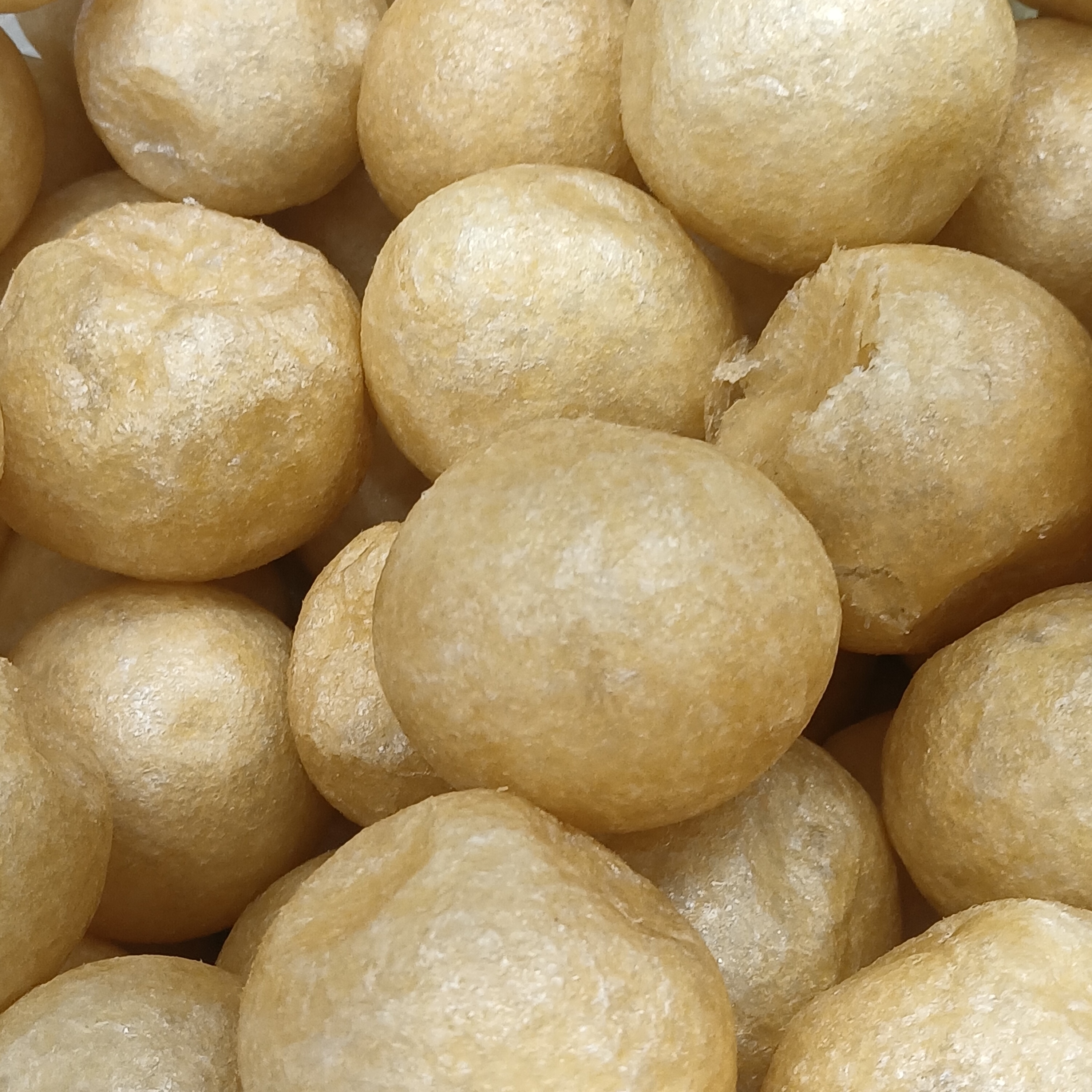
油面筋

油面筋，是一种经过油炸处理的面筋。面筋经过油炸，体积往往会膨胀数倍，更易吸收汤汁。

## 各地油面筋

### 无锡
无锡油面筋，又称为“清水油面筋”，是无锡特产。所谓“清水”，指的是以素油（植物油，通常选用上好的菜籽油）炸制，而并非以清水漂洗。无锡油面筋外观呈球形，皮脆而内松，表金黄而里晶白，常与各种荤素菜搭配。

### 天津
天津的油面筋多呈块状，与无锡油面筋的球形不同。天津当地名菜“独面筋”即是以这种油面筋制成。